# Zapruttea, Sneatîn
Zapruttea (în ucraineană Запруття) este un sat în comuna Zavallea din raionul Sneatîn, regiunea Ivano-Frankivsk, Ucraina.

## Demografie
Componența lingvistică a localității Zapruttea
     Ucraineană (100%)
Conform recensământului din 2001, toată populația localității Zapruttea era vorbitoare de ucraineană (100%).